# Aubrieta
Genre
Classification phylogénétique
Aubrieta  est un genre botanique qui regroupe environ 12 espèces de plantes à fleurs de la famille des brassicacées, originaires d'Europe et d'Asie centrale.
Ce genre a été dédié par le naturaliste Michel Adanson au peintre et dessinateur Claude Aubriet.
Les Aubrieta sont des plantes herbacées vivaces, parfois appelées aubriètes ou aubriéties.

## Description
En avril-mai, les fleurs d'environ 2 cm de diamètre font leur apparition. Ces fleurs se composent de 4 pétales et leur cœur forme une croix de couleur blanche ou jaune.
Couleur du feuillage : vert,
feuillaison : janvier à décembre,
floraison : avril-mai,
hauteur : 15/20 cm,
exposition : soleil ou mi-ombre,
silhouette : tapissante couvre-sol,
rusticité : -15 °C

## Liste des espèces
Selon NCBI (9 déc. 2017) :
- Aubrieta albanica
- Aubrieta anamasica
- Aubrieta canescens
- Aubrieta columnae
- Aubrieta deltoidea
- Aubrieta ekimii
- Aubrieta erubescens
- Aubrieta glabrescens
- Aubrieta gracilis
- Aubrieta intermedia
- Aubrieta italica
- Aubrieta libanotica
- Aubrieta olympica
- Aubrieta parviflora
- Aubrieta pinardii
- Aubrieta scardica
- Aubrieta scyria
- Aubrieta thessala
- Aubrieta vulcanica
- Aubrieta x cultorum
- Aubrieta x hybrida